# Hodges-Gletscher
Der Hodges-Gletscher war ein Gletscher auf Südgeorgien. Er floss 1,5 km westlich von Grytviken von der Südflanke des Petrel Peak zum Fuß des Mount Hodges.
Landsat-Aufnahmen aus dem Jahr 2002 zeigen, dass der Gletscher vollständig verschwunden ist. Das UK Antarctic Place-Names Committee benannte ihn 1958 in Anlehnung an die Benennung des Mount Hodges. Dessen Namensgeber ist Michael Henry Hodges (1874–1951), Kapitän der HMS Sappho, einem Geschützten Kreuzer der Apollo-Klasse, der bei der Vermessung dieses Gebiets im Jahr 1906 zum Einsatz kam.